# HMS Challenger (1858)
HMS Challenger byla v pořadí pátá loď britského námořnictva spuštěná na vodu roku 1858. Korveta byla poháněna parním strojem s doplňkovými plachtami. V roce 1862 se zúčastnila operací proti Mexiku, včetně okupace Vera Cruz. Dále se roku 1866 účastnila trestné operace proti domorodým obyvatelům Fidži, která byla odvetou za zabití misionářů a jejich společníků. Loď je však známa hlavně svou účastí na první celosvětové oceánografické výpravě – expedici Challenger.
Před začátkem expedice byla loď přestavěna. Byla odstraněna děla a zredukovaná takeláž, aby se uvolnilo místo a zvýšila nosnost lodi kvůli potřebám expedice. Dále byly vybudovány laboratoře, nové kajuty a bylo nainstalováno speciální vlečné bagrovací zařízení.
Posádku Challengeru tvořilo 243 důstojníků, vědců a mužstva. Během expedice v letech 1872–76 urazila 127 670 km (68 890 námořních mil). Výprava kromě jiného zdokumentovala okolo 4 000 do té doby neznámých živočišných druhů.
I přes úspěch výpravy stihl loď neradostný osud. V červenci roku 1876 byla přeřazena do rezerv britského námořnictva coby cvičná loď a následně byla roku 1878 vyřazena z provozu. Od roku 1883 byla jako plavby neschopná zakotvena na řece Medway a nakonec byla kvůli měděnému dnu roku 1921 sešrotována.
Podle této lodi byl pojmenován americký raketoplán Challenger.